# Gabriel Trujillo Soler
Gabriel Trujillo Soler (* 30. September 1979 in Barcelona) ist ein ehemaliger spanischer Tennisspieler.

## Karriere
Gabriel Trujillo Soler gewann in seiner Karriere als Profi insgesamt 79 Titel. Davon 1 Einzel- sowie 15 Doppeltitel auf der ATP Challenger Tour. Auf der ITF Future Tour gewann er neben 15 Einzeltitel noch 48 Doppeltitel. Den einzigen Einzeltitel auf der Challenger Tour errang er 2007 in Oberstaufen, als er gegen Philipp Petzschner mit 6:4, 6:4 gewann. In der Tennis-Bundesliga spielte Gabriel Trujillo Soler in den Jahren 2004 und 2005 für den TC Rüppurr Karlsruhe. 2006 wechselte er in die 2. Tennis-Bundesliga zum TC Wolfsberg Pforzheim. Sein letztes Turnier spielte er 2014.

## Erfolge
| Legende (Anzahl der Siege)  |
| Grand Slam                  |
| ATP World Tour Finals       |
| ATP World Tour Masters 1000 |
| ATP World Tour 500          |
| ATP World Tour 250          |
| ATP Challenger Tour (16)    |

### Einzel

#### Turniersiege
| Nr. | Datum         | Turnier     | Belag | Finalgegner        | Ergebnis |
| --- | ------------- | ----------- | ----- | ------------------ | -------- |
| 1.  | 11. März 2007 | Oberstaufen | Sand  | Philipp Petzschner | 6:4, 6:4 |

### Doppel

#### Turniersiege
| Nr. | Datum              | Turnier       | Belag | Partner                | Finalgegner                                        | Ergebnis          |
| --- | ------------------ | ------------- | ----- | ---------------------- | -------------------------------------------------- | ----------------- |
| 1.  | 1. Juli 2001       | Sassuolo      | Sand  | Didac Pérez            | Manuel Jorquera Tomas Tenconi                      | 6:3, 6:2          |
| 2.  | 9. Juni 2002       | Fürth         | Sand  | Salvador Navarro       | Vadim Kutsenko Oleg Ogorodov                       | 6:2, 6:4          |
| 3.  | 1. Juni 2003       | Turin         | Sand  | Emilio Benfele Álvarez | Jack Brasington Dmitri Tursunow                    | 6:4, 6:2          |
| 4.  | 24. April 2004     | Barcelona (1) | Sand  | Emilio Benfele Álvarez | Ignacio González King Diego Moyano                 | 7:65, 6:4         |
| 5.  | 10. Juli 2004      | Budaörs       | Sand  | Ignacio González King  | Ota Fukárek Stéphane Robert                        | 3:6, 6:2, 6:3     |
| 6.  | 16. Oktober 2004   | Barcelona (1) | Sand  | Óscar Hernández        | Mounir El Aarej Marc Fornell Mestres               | 6:4, 7:5          |
| 7.  | 11. Juni 2005      | Barcelona (2) | Sand  | Óscar Hernández        | Álex López Morón Albert Portas                     | 7:5, 6:4          |
| 8.  | 16. Oktober 2005   | Barcelona (2) | Sand  | David Marrero          | Bart Beks Matwé Middelkoop                         | 6:4, 6:4          |
| 9.  | 24. September 2006 | Tarragona     | Sand  | Hugo Armando           | Álex López Morón Santiago Ventura                  | 6:3, 7:63         |
| 10. | 1. Juli 2007       | Constanța     | Sand  | Marc Fornell Mestres   | Gabriel Moraru Horia Tecău                         | 6:4, 6:4          |
| 11. | 8. Juli 2007       | Montauban     | Sand  | Marc Fornell Mestres   | Adriano Biasella Jean-René Lisnard                 | 6:3, 7:5          |
| 12. | 20. April 2008     | Athen         | Sand  | Marc López             | Konstantinos Economidis Alexandros Giakoupovits    | 6:4, 6:4          |
| 13. | 23. August 2008    | San Sebastian | Sand  | Marc López             | Rubén Ramírez Hidalgo José Antonio Sánchez de Luna | 6:73, 6:3, [10:6] |
| 14. | 21. Juni 2009      | Bytom         | Sand  | Pablo Santos González  | Jan Hájek Dušan Karol                              | 6:3, 7:63         |
| 15. | 11. Juli 2010      | San Benedetto | Sand  | Thomas Fabbiano        | Francesco Aldi Daniele Giorgini                    | 7:64, 7:65        |